# Exorista cotei
Exorista cotei là một loài ruồi trong họ Tachinidae.